# Мойвоухли
Мойвоухли (англ. Moyvoughly; ирл. Maigh Bhachla) — деревня в Ирландии, находится в графстве Уэстмит (провинция Ленстер).